# Тіманов Микола Юрійович
Мико́ла Ю́рійович Тіма́нов — капітан 1 рангу Військово-морських сил Збройних сил України. Учасник російсько-української війни, що відзначився під час російського вторгнення в Україну в 2023 році.

## З життєпису
Станом на 2019 рік з дружиною проживає в місті Одеса. Командир Центру радіоелектронної розвідки ВМС ЗСУ (в/ч А1892).

## Нагороди та вшанування
- орден Данила Галицького (10 жовтня 2019 року) — за особисту мужність і самовідданість, виявлені під час бойових дій, високий професіоналізм та зразкове виконання службових обов'язків[4]
- медаль «За військову службу Україні» (12 жовтня 2023 року) — за особисту мужність, виявлену у захисті державного суверенітету та територіальної цілісності України, самовіддане виконання військового обов'язку[5]